# 24026 Pusateri
24026 Pusateri è un asteroide della fascia principale. Scoperto nel 1999, presenta un'orbita caratterizzata da un semiasse maggiore pari a 2,2847343 UA e da un'eccentricità di 0,0234784, inclinata di 6,19174° rispetto all'eclittica.